# Tauț
Tauț (en hongrois : Feltót) est une commune du județ d'Arad, Roumanie qui compte 1 779 habitants.
La commune est composée de 4 villages : Minișel, Minișu de Sus, Nadăș et Tauț.

## Culture
D'après le recensement de 2011, la commune compte 1 779 habitants, en forte baisse par rapport au recensement de 2002 où elle en comptait 2 177.